# Gert Stadler
Gert Stadler (* 22. Dezember 1939 in Wien) ist ein Montanwissenschaftler und praktizierender Bauingenieur. Er ist für Beiträge zu Baugrundinjektionen, Grundsatz-Themen des Spezialtiefbaus und Bauvertragsfragen bekannt geworden.

## Leben und Wirken
Stadler beschäftigte sich mit Montanwissenschaften (Erdölwesen), dem Spezialtiefbau und der Wirtschaftswissenschaft im Bauwesen. Seine Verdienste auf diesen Gebieten werden insbesondere in der interfakultären Verknüpfung von Wissensinhalten des Montanwesens und der Bauingenieurwissenschaften gesehen. Dazu haben seine unternehmerische Tätigkeit im internationalen Spezialtiefbau, seine diesbezügliche Lehrtätigkeit an der TU Wien (Injektionstechnik), seine Dissertation zur „Anwendung der Lagerstättenphysik des Erdölwesens auf die Injektionstechnik im Bauwesen“ und schließlich seine Professur an der TU Graz als Ordinarius für das Fach „Baubetrieb und Bauwirtschaft“ beigetragen. Er hielt Vorträge zum Bauvertragswesen, zu Injektions- und Gründungstätigkeiten im Bergbau, an Staudämmen, U-Bahnen und Industriebauten. Er veröffentlichte dazu in relevanten Fach-Publikationen (siehe Grundbau-Taschenbuch, Ground Improvement, EN 12715 Injektionen, ISRM Report on Grouting, ÖGG Kommentar zur EN 12715, Veder Colloquium 2019) und wurde für sein Wirken mit der Verleihung des  Berufstitels „Bergrat h.c.“ ausgezeichnet.